# Jean Jaouen
Pour les articles homonymes, voir Jaouen.
Jean Jaouen est un officier et résistant français, Compagnon de la Libération, né le 30 mai 1918 à Kerfeunteun (Finistère) et mort le 30 mai 1945 à Juan-les-Pins (Alpes-Maritimes).

## Biographie
Jean Jaouen est élève à l'école hydrographique de Paimpol quand il est mobilisé comme simple matelot à Brest. Il obtient de suivre une formation d'EOR à Poitiers dont il sort aspirant. Il rejoint le front le 10 mai 1940 et combat en Belgique où il est fait prisonnier avec son régiment le 29 mai 1940, non loin de Dixmude. Dix-huit mois plus tard, il est rapatrié.
Il revient comme professeur au Collège Saint-Yves de Quimper où il avait été élève.
Entré en janvier 1942 dans le réseau de résistance "Turma-Vengeance" (faux-papiers, terrains de parachutage, organisation de groupes francs), il en prend la tête dans le Finistère. La Gestapo aux trousses, il part en bateau de Douarnenez pour la Grande-Bretagne. Il est reçu premier au concours de l'École navale mais obtient de servir dans une unité combattante en Afrique du Nord. Il participe à la Campagne d'Italie, puis au Débarquement de Provence en août 1944 et à la Libération de la France. L'explosion accidentelle d'une mine le tue sur la plage de Juan-les-Pins le 30 mai 1945. Il est nommé Compagnon de la Libération à titre posthume par décret du 18 janvier 1946. Promu lieutenant à titre posthume, il est inhumé au cimetière militaire de l'Escarène (Alpes-Maritimes). En 1949, son corps est transféré au cimetière de Kerfeunteun.

## Décorations
- Chevalier de la Légion d'honneur
- Compagnon de la Libération à titre posthume par décret du 18 Janvier 1946[1]
- Croix de guerre 1939–1945 (2 citations)
- Médaille de la Résistance française par décret du 18 novembre 1959[2]
- Médaille commémorative des services volontaires dans la France libre
- Silver Star Medal (USA)

## Sources principales
1. ↑  « Jean JAOUEN », sur Musée de l'Ordre de la Libération (consulté le 29 mai 2022)
2. ↑  « - Mémoire des hommes », sur www.memoiredeshommes.sga.defense.gouv.fr (consulté le 29 mai 2022)

- « Jean Jaouen », dans Vladimir Trouplin, Dictionnaire des Compagnons de la Libération, Bordeaux, Elytis, 2010 ;

- Jean-Christophe Notin, 1061 Compagnons : histoire des Compagnons de la Libération, Paris, Perrin, 2000, 822 p. (ISBN 2-262-01606-2 et 9782262016067) ;
- Alain Lozac'h, Petit lexique de la deuxième guerre mondiale en Bretagne, Éditions Keltia Graphic, Spézet, 2005..]